# Otto Falkenberg
Otto Gabriel Grubbe Dietrichson Falkenberg (né le 9 janvier 1885 à Stjørdal et mort le 21 juillet 1977 à Oslo est un skipper norvégien qui a participé aux Jeux olympiques d'été de 1920. 
Il faisait partie de l'équipe norvégienne qui a concouru sur le bateau Mosk II avec lequel il a remporté la médaille d'or dans la course 10 mètres class 1919.